# Hansjörg Raffl
Hansjörg Raffl (Valdaora, 29 de enero de 1958) es un deportista italiano que compitió en luge en la modalidad doble.
Participó en cinco Juegos Olímpicos de Invierno, obteniendo dos medallas, plata en Lillehammer 1994 y bronce en Albertville 1992, ambas en la prueba doble (junto con Norbert Huber), el quinto lugar en Lake Placid 1980, el sexto en Sarajevo 1984 y el octavo en Calgary 1988.
Ganó nueve medallas en el Campeonato Mundial de Luge entre los años 1983 y 1993, y nueve medallas en el Campeonato Europeo de Luge entre los años 1984 y 1994.

## Palmarés internacional
| Juegos Olímpicos   | Juegos Olímpicos             | Juegos Olímpicos  | Juegos Olímpicos |
| Año                | Lugar                        | Medalla           | Prueba           |
| ------------------ | ---------------------------- | ----------------- | ---------------- |
| 1992               | Albertville (Francia)        | Medalla de bronce | Doble            |
| 1994               | Lillehammer (Noruega)        | Medalla de plata  | Doble            |
| Campeonato Mundial |                              |                   |                  |
| Año                | Lugar                        | Medalla           | Prueba           |
| 1983               | Lake Placid (Estados Unidos) | Medalla de plata  | Doble            |
| 1989               | Winterberg (RFA)             | Medalla de oro    | Equipo           |
| 1989               | Winterberg (RFA)             | Medalla de plata  | Doble            |
| 1990               | Calgary (Canadá)             | Medalla de oro    | Doble            |
| 1990               | Calgary (Canadá)             | Medalla de plata  | Equipo           |
| 1991               | Winterberg (Alemania)        | Medalla de bronce | Doble            |
| 1991               | Winterberg (Alemania)        | Medalla de bronce | Equipo           |
| 1993               | Calgary (Canadá)             | Medalla de plata  | Doble            |
| 1993               | Calgary (Canadá)             | Medalla de bronce | Equipo           |
| Campeonato Europeo |                              |                   |                  |
| Año                | Lugar                        | Medalla           | Prueba           |
| 1984               | Valdaora (Italia)            | Medalla de bronce | Doble            |
| 1986               | Hammarstrand (Suecia)        | Medalla de bronce | Doble            |
| 1988               | Königssee (RFA)              | Medalla de plata  | Doble            |
| 1988               | Königssee (RFA)              | Medalla de bronce | Equipo           |
| 1990               | Igls (Austria)               | Medalla de plata  | Doble            |
| 1990               | Igls (Austria)               | Medalla de bronce | Equipo           |
| 1992               | Winterberg (Alemania)        | Medalla de oro    | Doble            |
| 1992               | Winterberg (Alemania)        | Medalla de bronce | Equipo           |
| 1994               | Königssee (Alemania)         | Medalla de oro    | Doble            |